# Rue Tiron
La rue Tiron est une voie, ancienne, du 4e arrondissement de Paris, en France.

## Situation et accès
La rue Tiron, d'une longueur de 33 mètres, est située dans le 4e arrondissement, quartier Saint-Gervais, et commence au 27, rue François-Miron et finit au 13, rue de Rivoli.

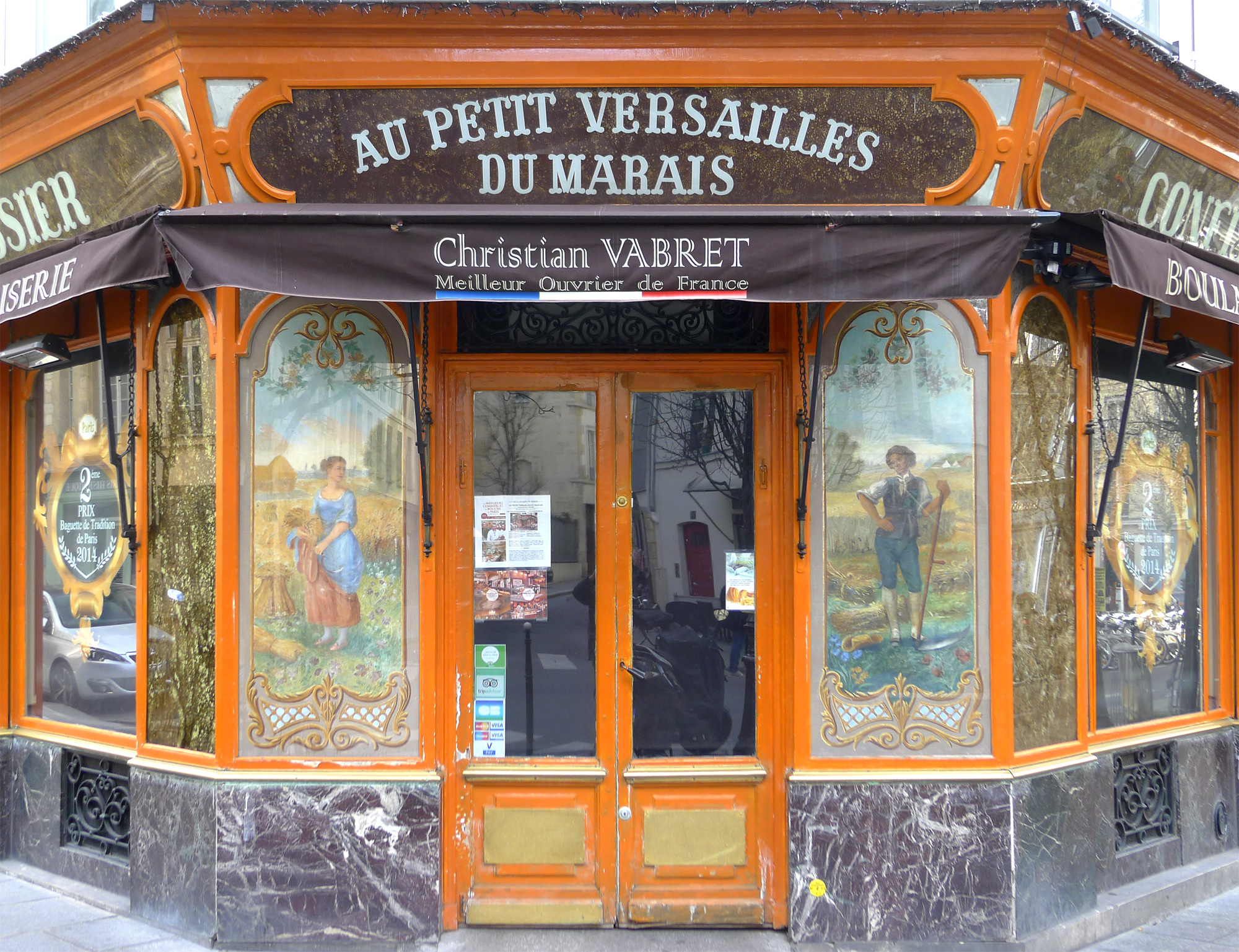
Boulangerie à l'angle de la rue François-Miron.

## Origine du nom
Elle tient son nom d'un hôtel particulier appartenant à l'abbé de Tiron.

## Historique
Cette rue était bordée de constructions en 1250. Dès 1270, elle portait le nom de « rue Tiron », qu'elle tenait d'une maison appartenant à l'abbé de Tiron.
Elle est citée dans Le Dit des rues de Paris, de Guillot de Paris, sous la forme de « rue Tyron ». Dans les siècles suivants, on trouve cette rue sous le nom de « rue Jean-Tizon » et « rue Tison ».
La propriété de l'abbé de Tiron renfermait une prison qui figure dans l'histoire du massacre du 12 juin 1418. Ce jour-là, les bouchers de Paris, dirigés par Capeluche, forcent les portes des prisons et égorgent tous les Armagnacs détenus dont Bernard VII d'Armagnac.
Elle est citée sous le nom de « rue Jehan Tizon » dans un manuscrit de 1636 ou le procès-verbal de visite indique qu'elle est « trouvée orde, salle et pleine de boues et immundices ».
Au XIXe siècle, la rue Tiron, d'une longueur de 77 mètres, qui était située dans l'ancien 7e arrondissement, quartier du Marché-Saint-Jean, commençait aux 48-50, rue Saint-Antoine et finissait aux 35-37, rue du Roi-de-Sicile.
Les numéros de la rue étaient noirs. Le dernier numéro impair était le no 7 et le dernier numéro pair était le no 8.
L'ouverture de la rue de Rivoli, en 1854, coupa la rue Tiron en deux. La partie nord de cette rue fut alors rattachée à la rue des Écouffes.